# От нищо нещо
„От нищо нещо“ е български игрален филм (трагикомедия) от 1979 година на режисьора Никола Рударов, по сценарий на Николай Никифоров. Оператор е Георги Георгиев. Художник е Владимир Лекарски. Музиката във филма е композирана от Борис Карадимчев. 
Филмът е сниман в село Трудовец в къщата на семейство Ватеви и в село Литаково.

## Сюжет
Известен столичен журналист отива на гости на своя съученик Панчо в провинцията. Панчо е отишъл в града и съпругата му трябва да посрещне госта. Под любопитните погледи на съседите двамата очакват домакина пред трапезата. Неловкостта между тях се засилва. Как ще спят под един покрив? Какво ще кажат хората? Умореният гост е готов да преспи в плевнята. През нощта, изплашен от биволицата, журналистът пада в изкопа за септична яма. На разсъмване стопанката го открива и в желанието си да му помогне също пада в дупката. Когато Панчо си идва и намира приятеля си и жена си в ямата, той е потресен. Разяждан от ревност, той е готов да пренебрегне приятелството, с което се е гордял. Панчо не може да повярва, че кротката биволица е изяла ризата на приятеля му и той от уплаха е паднал в ямата. Затова решава да я заколи, за да открие в стомаха ѝ доказателството за неопетнената семейна чест. Селото се готви за пир. Журналистът, проклинайки се за главоболията, които е създал, се измъква през прозореца.

## Актьорски състав
| Роля                 | Изпълнител                       |
|                      | В главните роли                  |
| -------------------- | -------------------------------- |
| Венета               | Анета Сотирова                   |
| Ташев                | Асен Кисимов (като Асен Ангелов) |
| Панчо Върбанов       | заслужил артист Стефан Данаилов  |
|                      | Участват още                     |
| съседът със стълбата | Стефан Костов                    |
| Марето               | Анна Пенчева                     |
| кметът Евлоги        | Иван Савов                       |
| дядо Стойко          | народен артист Димитър Панов     |
| началник-гара        | Иван Обретенов                   |
|                      | Веско Зехиров                    |
| буля Добрина         | Мария Ганчева                    |
| милиционер           | Димитър Ангелов                  |
| гостенин на курбана  | Георги Георгиев                  |

и други

## Творчески и технически екип
| Режисьор     | Никола Рударов                                                                                       |
| Сценарий     | Николай Никифоров                                                                                    |
| Оператор     | Георги Георгиев                                                                                      |
| Редактор     | Иван Дечев                                                                                           |
| Художник     | Владимир Лекарски                                                                                    |
| Костюми      | Елиана Стоянова                                                                                      |
| Музика       | Борис Карадимчев                                                                                     |
| Звук         | Антоанета Георгиева                                                                                  |
| Монтаж       | Катя Василева                                                                                        |
| Грим         | Богдана Караянева                                                                                    |
| Производство | Българска кинематография Студия за игрални филми „Бояна“ Творчески колектив „Хемус“ Copyright © 1979 |